# Zwartkopvlagstaartijsvogel
De zwartkopvlagstaartijsvogel (Tanysiptera nigriceps) is een vogel uit de familie Alcedinidae (ijsvogels).

## Verspreiding en leefgebied
Deze soort is endemisch op de Bismarck-archipel en telt twee ondersoorten:
- T. n. leucura: Umboi.
- T. n. nigriceps: Nieuw-Brittannië en het eiland  Duke of York.